# 2024년 하계 올림픽 팔레스타인 선수단
팔레스타인은 2024년 7월 26일부터 8월 11일까지 프랑스 파리에서 열리는 2024년 하계 올림픽에 참가했다. 만약 참가한다면, 1996년 공식 데뷔 이후 팔레스타인의 8번째 하계 올림픽 출전이 된다.
대회를 앞두고 계속되는 내전으로 인해 팔레스타인 선수단의 참석에 대한 우려가 제기됐다.

## 출전 선수
| 종목   | 남자 | 여자 | 전체 |
| ------ | ---- | ---- | ---- |
| 육상   | 1    | 1    | 2    |
| 복싱   | 1    | 0    | 1    |
| 유도   | 1    | 0    | 1    |
| 사격   | 1    | 0    | 1    |
| 수영   | 1    | 1    | 2    |
| 태권도 | 1    | 0    | 1    |
| 전체   | 6    | 2    | 8    |

## 매달 집계
| 종목 | 1 | 2 | 3 | 합계 |
| 종목 | ' | ' | ' | '    |
| 종목 | ' | ' | ' | '    |
| 종목 | ' | ' | ' | '    |
| 합계 | ' | ' | ' | '    |

## 같이 보기
- 2024년 하계 올림픽